# Ремко Бісентіні
Ремко Бісентіні (нід. Remko Bicentini, нар. 20 лютого 1968, Неймеген, Нідерланди) — нідерландський футболіст, що грав на позиції захисника. По завершенні ігрової кар'єри — тренер.
Виступав, зокрема, за клуб «Неймеген».

## Ігрова кар'єра
У дорослому футболі виступав тільки за нідерландський клуб «Неймеген», у складі якого дебютував 1986 року. Більшість часу, проведеного у складі «Неймегена», був основним гравцем захисту команди. 1987 року покинув клуб та виступав за аматорські колективи.

## Кар'єра тренера
Розпочав тренерську кар'єру 2007 року, увійшовши до тренерського штабу Збірної Нідерландських Антильських островів. На посаді помічника головного тренера пропрацював до 2008 року, після чого вже сам очолив збірну. Тренував Нідерландські Антильські острови два роки.
Протягом тренерської кар'єри також очолював команди аматорських клубів «Беунінгсе Бойс» та «АВЦ», а також входив до тренерського штабу збірної Кюрасао.
2016 року став головним тренером Національної збірної Кюрасао, замінивши на посаді Патріка Клюйверта. Пропрацював на цій посаді до 2020 року, коли його замінив Гус Гіддінк.

## Титули і досягнення
- Переможець Карибського кубка: 2017